# Perca del Nil
La perca del Nil (Lates niloticus) és un peix de la família Latidae (abans a Centropomidae i canviada el 2004) (ordre dels perciformes, subordre dels percoidei) que pot assolir els 2 m de llargària. És originària d'Etiòpia. Està inclosa a la llista de les cent espècies exòtiques invasores més nocives del món de la Unió Internacional per a la Conservació de la Natura.

## Introducció al llac Victòria

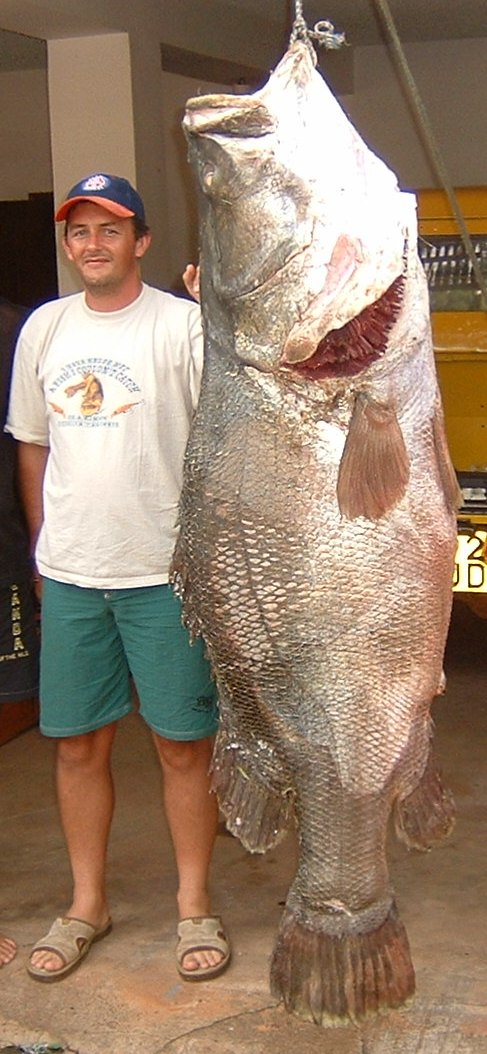
Una perca del Nil comparada amb un home

La introducció d'aquesta espècie al llac Victòria és un dels exemples més comunament citats per a explicar els efectes nocius que les espècies invasores poden tenir als ecosistemes.
Als anys 1960, la perca del Nil fou introduïda a les aigües del llac Victòria, la segona reserva més gran d'aigua dolça del món. Aquest llac presentava la particularitat d'albergar una quantitat considerable d'espècies autòctones, sobretot diversos centenars d'espècies de cíclids, fruit de la diversificació explosiva que es produí fa uns 12.000 anys.
La perca s'adaptà perfectament a aquest nou entorn, en detriment de les espècies locals. Mentre l'any 1977 les captures de cíclids representaven encara el 32% de la pesca (en massa) i les de la perca del Nil l'1%, 6 anys més tard les captures van ser d'un 68% de perques del Nil enfront de l'1% de cíclids.
El grup d'especialistes de la UICN inclou la Lates niloticus entre les cent espècies invasores més nocives del món.
Però malgrat la desaparició d'un gran nombre de cíclids, les xifres de captures es disparen: 1000 t el 1978, 100.000 t el 1993 per a Kenya — Tanzània exporta la perca del Nil cap a la Unió Europea, sent la seva principal entrada de divises.
Es realitzà un estudi relatiu a la introducció de la perca del Nil a Austràlia (Queensland), però "vistos els desastres causats per aquest peix en diversos llacs africans" el govern local va decidir finalment abandonar el projecte. Tanmateix, la desaparició de la biodiversitat del llac no es pot atribuir només a la depredació de la perca del Nil, sinó a una combinació amb l'eutrofització del llac, amb la consegüent disminució en la concentració d'oxigen, i la destrucció de l'hàbitat.
La pel·lícula El malson de Darwin, del realitzador austríac Hubert Sauper, denuncia l'explotació de la perca del Nil i les seves conseqüències, que el director utilitza com una paràbola dels problemes d'Àfrica.